# Akodon juninensis
Akodon juninensis är en däggdjursart som beskrevs av Myers, Patton och Smith 1990. Akodon juninensis ingår i släktet fältmöss, och familjen hamsterartade gnagare. IUCN kategoriserar arten globalt som livskraftig. Inga underarter finns listade i Catalogue of Life.
Denna fältmus förekommer i Anderna i centrala Peru. Arten vistas där i regioner som ligger över 2700 meter över havet. Habitatet utgörs av gräsmarker, dessutom besöks jordbruksmark.